# Aderkomyces verruciferus
Aderkomyces verruciferus är en lavart som först beskrevs av Lücking, och fick sitt nu gällande namn av Lücking, Sérus. & Vezda. Aderkomyces verruciferus ingår i släktet Aderkomyces och familjen Gomphillaceae.   Inga underarter finns listade i Catalogue of Life.